# (16) Психея

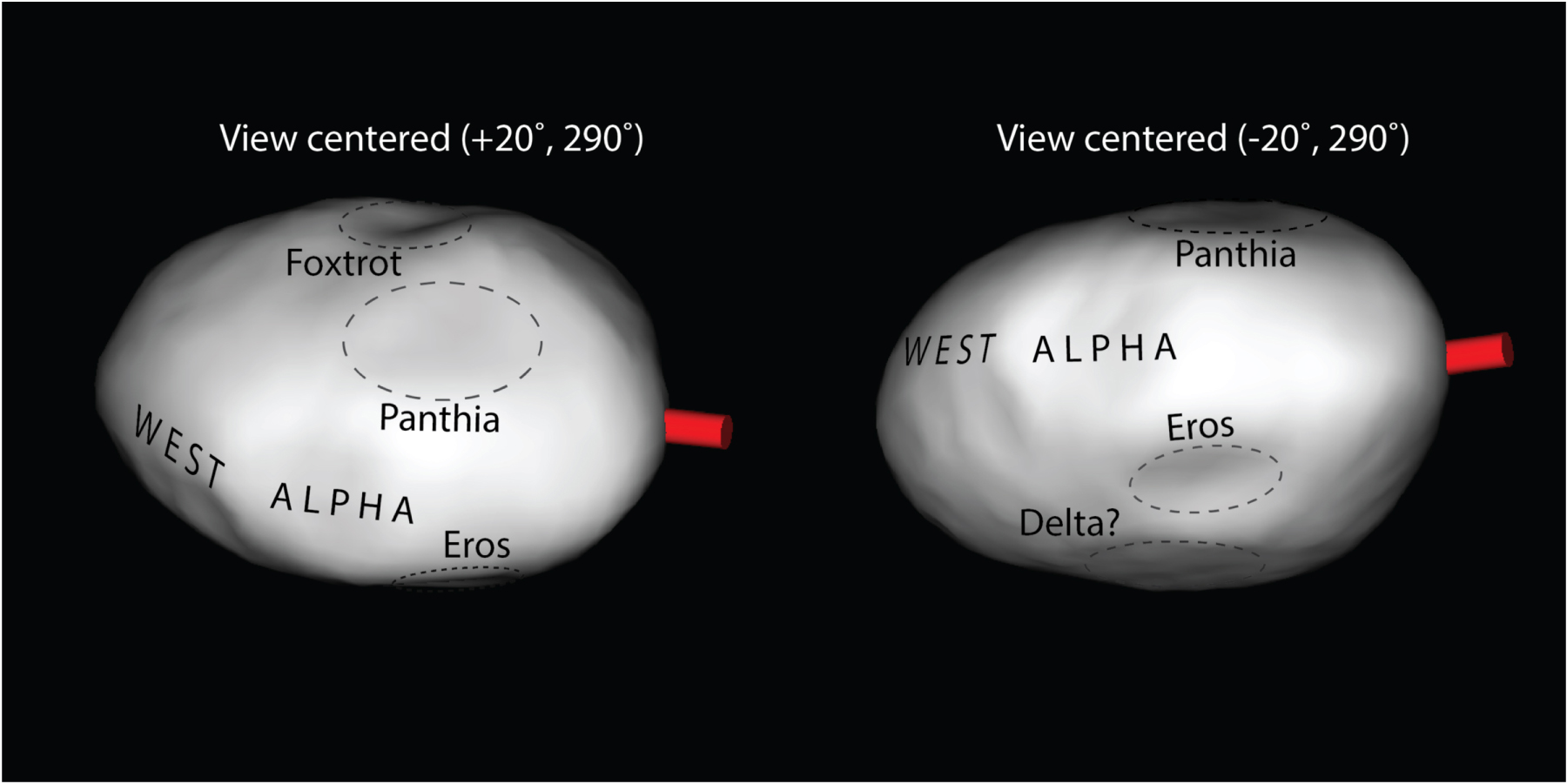
Модель формы астероида (16) Психея с указанием некоторых наблюдаемых особенностей поверхности

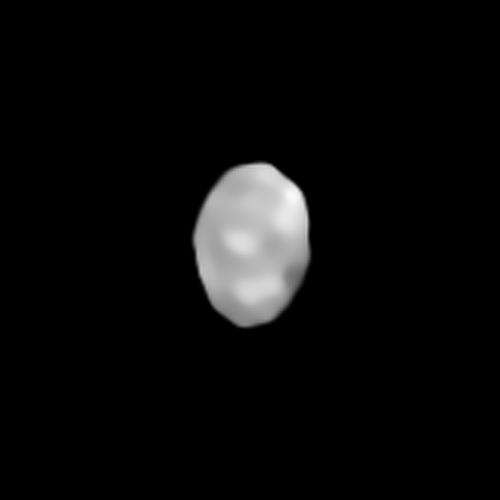
Изображение астероида (16) Психея, полученное системой адаптивной оптики Очень Большого Телескопа в августе 2019 года

(16) Психе́я (лат. Psyche) — астероид главного пояса, который принадлежит к богатому металлами спектральному классу M. Благодаря значительным размерам и высокому содержанию металлов в породе, на него приходится почти 1 % массы всех тел пояса астероидов, что позволяет ему входить в десятку самых массивных астероидов главного пояса. Он был открыт 17 марта 1852 года итальянским астрономом Аннибале де Гаспарисом в обсерватории Каподимонте в Неаполе и назван в честь Психеи, олицетворения души в древнегреческой мифологии.

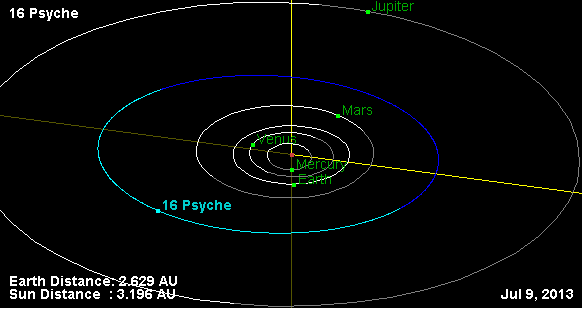
Орбита астероида Психея и его положение в Солнечной системе

Первоначально первые астероиды получали специальные символы наряду с планетами. Но впоследствии, когда количество открытых астероидов перевалило за полтора десятка, от этой системы решено было отказаться. Взамен неё в 1851 году немецкий астроном Иоганн Энке предложил использовать перед названием астероида его порядковый номер, заключённый в круглые скобки. А Психея как раз и стала первым астероидом, который был открыт после утверждения этого предложения.
Результаты радиолокационных исследований конца XX века говорили о довольно высоком содержании железа и никеля в породах астероида, причём без всяких примесей воды или водосодержащих минералов, что является довольно большой редкостью среди металлических астероидов класса M. Также было обнаружено небольшое количество пироксенов. На основании этого можно было бы предположить, что Психея представляет собой не что иное, как фрагмент, — а именно металлическое ядро, — более крупного тела, протоастероида, который был впоследствии разрушен в результате столкновения с другим крупным объектом.
Однако сведения, полученные с инфракрасного телескопа НАСА IRTF и проанализированные учёными Аризонского университета изучения Луны и планет (UALPL), показывают, что на поверхности Психеи есть признаки присутствия воды или гидроксила. Одно из предположений астрономов, что вода на Психею могла попасть вместе с углеродистыми астероидами, содержащими в своём составе летучие вещества — водород и воду.
Впрочем, если бы Психея являлась остатком некоего родительского тела, можно было бы ожидать присутствия и других фрагментов этого тела на подобных орбитах, как в случае с астероидом (4) Веста. Тем не менее астрономические наблюдения показывают их полное отсутствие — Психея не входит ни в одно астероидное семейство. Согласно одной из гипотез, катастрофа произошла в самом начале истории Солнечной системы и все следы столкновения, вроде пыли и мелких фрагментов, были рассеянны за миллиарды лет, прошедших со времени этой катастрофы. Подобное могло произойти за счёт дальнейших столкновений этих фрагментов с другими астероидами, а также их попадания в зоны орбитальных резонансов, которые могли исказить их орбиты до неузнаваемости.
Большие размеры и высокая плотность делают Психею достаточно массивной, чтобы оказывать гравитационные возмущения на орбиты других более мелких астероидов, в случае их сближения с нею. Подобные события позволяют с довольно высокой степенью точности измерить массу этого тела. Первоначально масса астероида оценивалась в 5⋅1019 кг, а плотность — в 6,49 ± 2,94 г/см³, но впоследствии оценка массы была снижена до 2,57⋅1019 кг. По последним данным масса Психеи составляет 2,27⋅1019 кг.

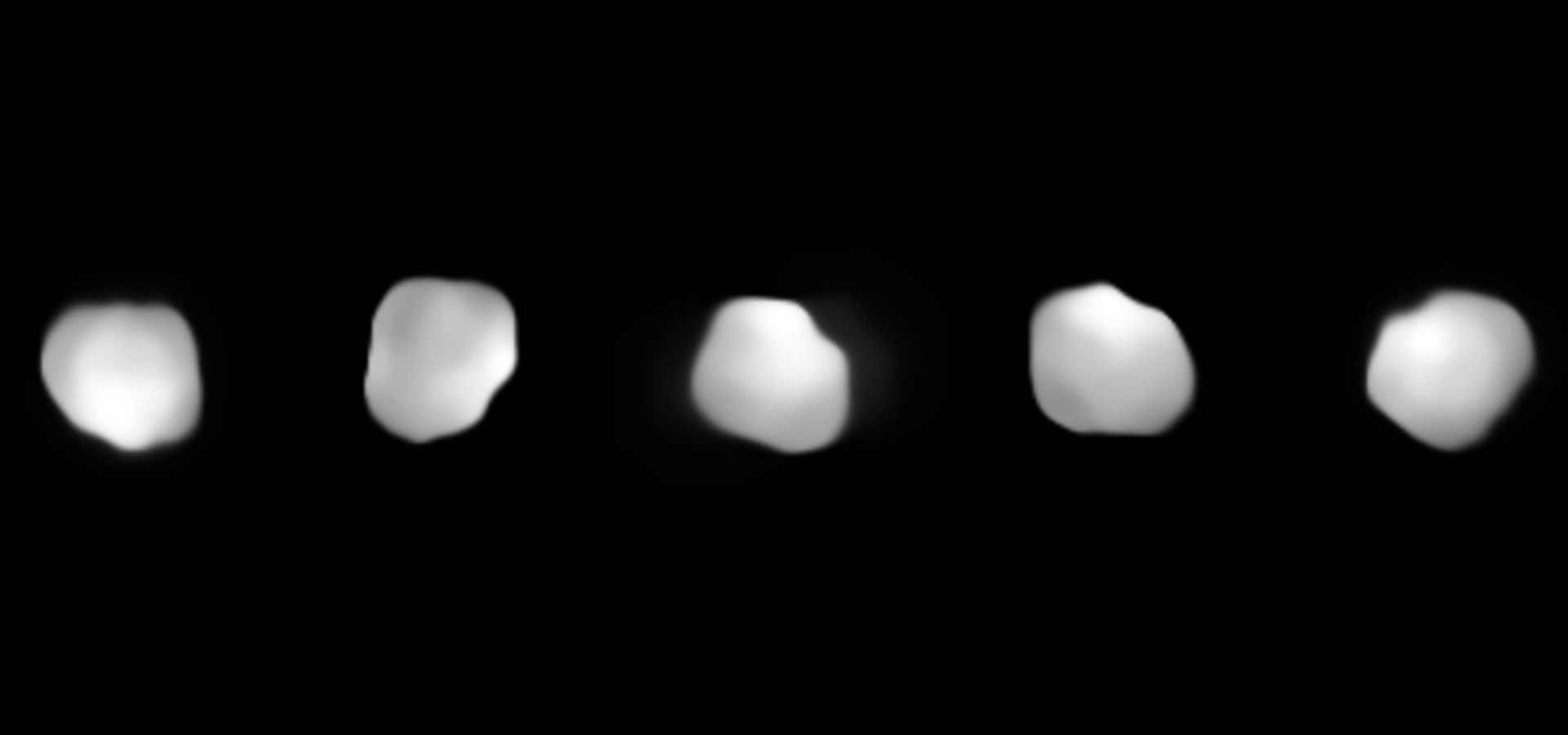
Изображения (16) Психеи, полученные с помощью Очень большого телескопа

Вместе с тем велись наблюдения с целью установления размеров астероида, на основании которых также можно было бы судить о плотности этого тела. Так, по данным инфракрасного телескопа IRAS, максимальный размер Психеи первоначально оценивался в 253 км, но анализ покрытий звёзд, наблюдавшихся в Мексике 22 марта и 16 мая 2002 года, позволил идентифицировать ее как эллипсоид с размерами 214×181×145 км и плотностью соответственно 3,3 ± 0,7 г/см³.

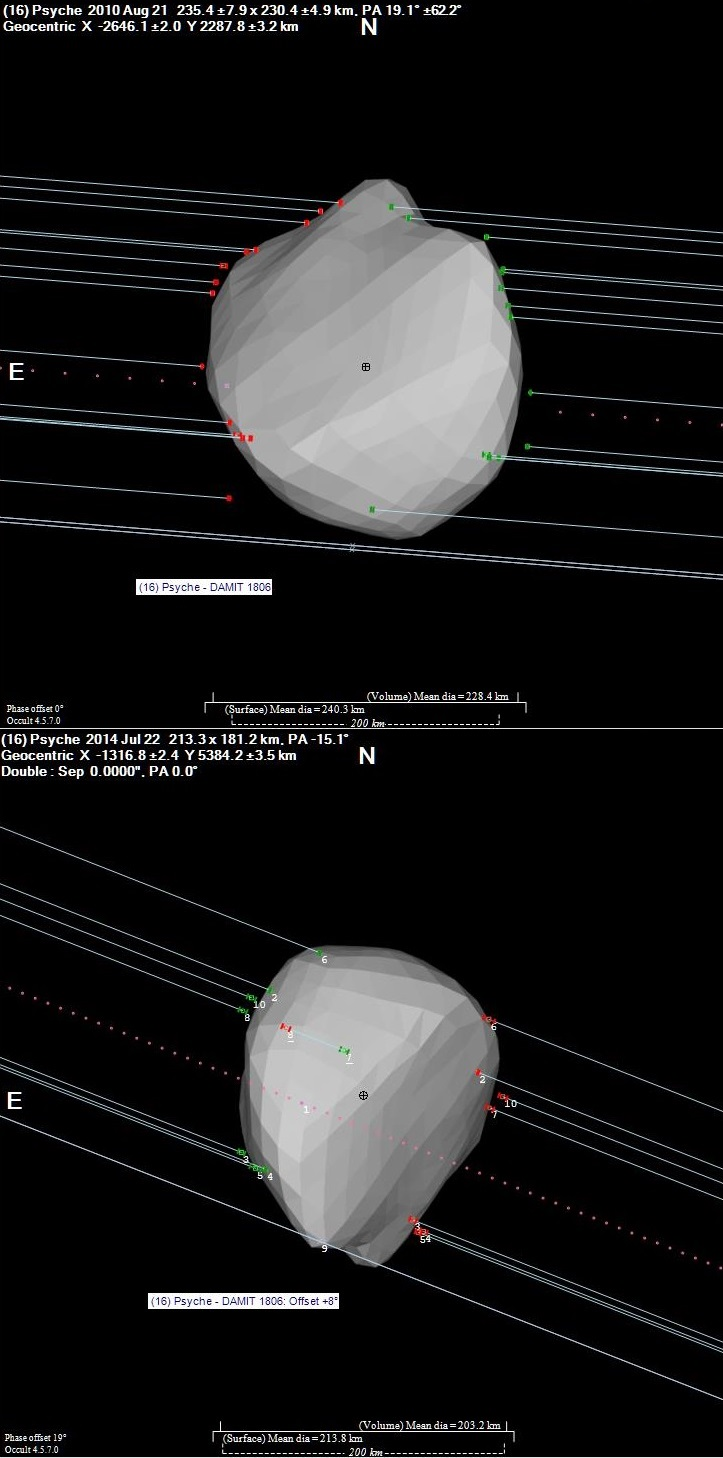
Покрытие астероидом (16) Психея звёзд в 2010 и 2014 годах даёт представление о его форме

Также, на основании кривой блеска астероида, установлено что его ось вращения ориентирована на одну из двух возможных точек с координатами (β, λ) = (−9°, 35°) и (β, λ) = (−2°, 215°) с точностью до ±10°. Это свидетельствует о наклоне оси вращения астероида приблизительно 95° — то есть он вращается «лёжа на боку», как и планета Уран.
Двумерное и трёхмерное компьютерное моделирование столкновений планетезималей с астероидом Психея указывает на то, что он, вероятно, является металлическим и пористым по составу.
В честь астероида назван проект NASA «Psyche», который должен изучить астероид и его магнитные свойства. Миссию Psyche окончательно утвердили 4 января 2017 года.
В июне 2022 года было объявлено о создании самой подробной карты астероида при помощи радиоинтерферометра ALMA.
13 октября 2023 года состоялся запуск космического аппарата НАСА Psyche, предназначенный для исследования астероида. Запуск был осуществлён с площадки 39A в Космическом центре Кеннеди. Psyche стала первой научной миссией, выведенной с помощью ракеты Falcon Heavy. Это позволит не использовать тепловые щиты и не совершать гравитационный манёвр у Земли, а зонд при этом достигнет астероида в 2029 году, совершив лишь один гравитационный манёвр у Марса в 2023 году. Через год после прибытия зонд должен начать спускаться по спиральной орбите к поверхности астероида — максимальное сближение составит 105,5 км. 